# Raión de Chérniajiv
ElRaión de Chérniajiv (en ucraniano: Черняхівський район) es un raión o distrito de Ucrania en el óblast de Zhytomyr. 
Comprende una superficie de 850 km².
La capital es la ciudad de Chérniajiv.

## Demografía
Según estimación 2020 contaba con una población total de 27464 habitantes.

## Otros datos
El código KOATUU es 1825600000. El código postal 12300 y el prefijo telefónico +380 4134.